# Stefan Bongard
Stefan Bongard (* 8. Juni 1981 in Aachen) ist ein deutscher Fußballspieler.

## Karriere
Bongard spielte die Saison 2000/01 für den TSC Euskirchen in der Oberliga Niederrhein. Anschließend wechselte er nach Belgien zu AS Eupen. Dort stieg Bongard nach Ablauf seines ersten Jahres mit dem Team in die zweite Liga auf. Im Oktober 2008 wurde er vom damaligen Eupener Cheftrainer Frank Neumann zum Kapitän der Mannschaft ernannt. Bis zu seinem Abschied im Sommer 2009 hielt er mit dem Klub die Klasse. Die Saison 2009/10 stand der Defensivspieler beim RFC Union Kelmis unter Vertrag. Es folgten unterklassige Stationen beim SV Rott und dem Honsfelder SV und seit 2013 spielt er beim RFC Rocherath.